# Produktgruppe
Produktgruppe (oder Produktfamilie, Produktlinie) ist in der Betriebswirtschaftslehre derjenige Teil des Produktionsprogramms eines Unternehmens, der sachlich und/oder technisch verwandte, oft durch einen gemeinsamen Markennamen gekennzeichnete Produkte wie Werkstoffe, Waren oder Dienstleistungen umfasst.

## Allgemeines
Die Produktpolitik von Mehrproduktunternehmen kann dazu tendieren, eine Vergrößerung von Produktgruppen (englisch line extension) durch Produktdifferenzierung vorzunehmen. Damit ist die Gefahr verbunden, dass immer mehr Nachahmerprodukte angeboten werden, Kannibalisierungseffekte vorkommen und Produktinnovationen vernachlässigt werden.
Als Programm- oder Sortimentstiefe wird die Anzahl unterschiedlicher Artikel einer Produktgruppe eines Sortiments bezeichnet. Um Programm- oder Sortimentstiefe zu erhalten, sind mindestens zwei Produkte innerhalb einer Produktgruppe erforderlich.
Die zu einer Produktgruppe gehörende Einzelprodukte können dabei im Verhältnis zueinander gleiche, die gleichen Bedürfnisse befriedigende Komplementärgüter oder Substitutionsgüter wie integrierte Bauteile sowie Zubehör und Betriebsstoffe sein. Produktgruppen bilden zwischen Produktfamilie und Produkt die mittlere Gliederungsebene der Produkthierarchie.

## Arten

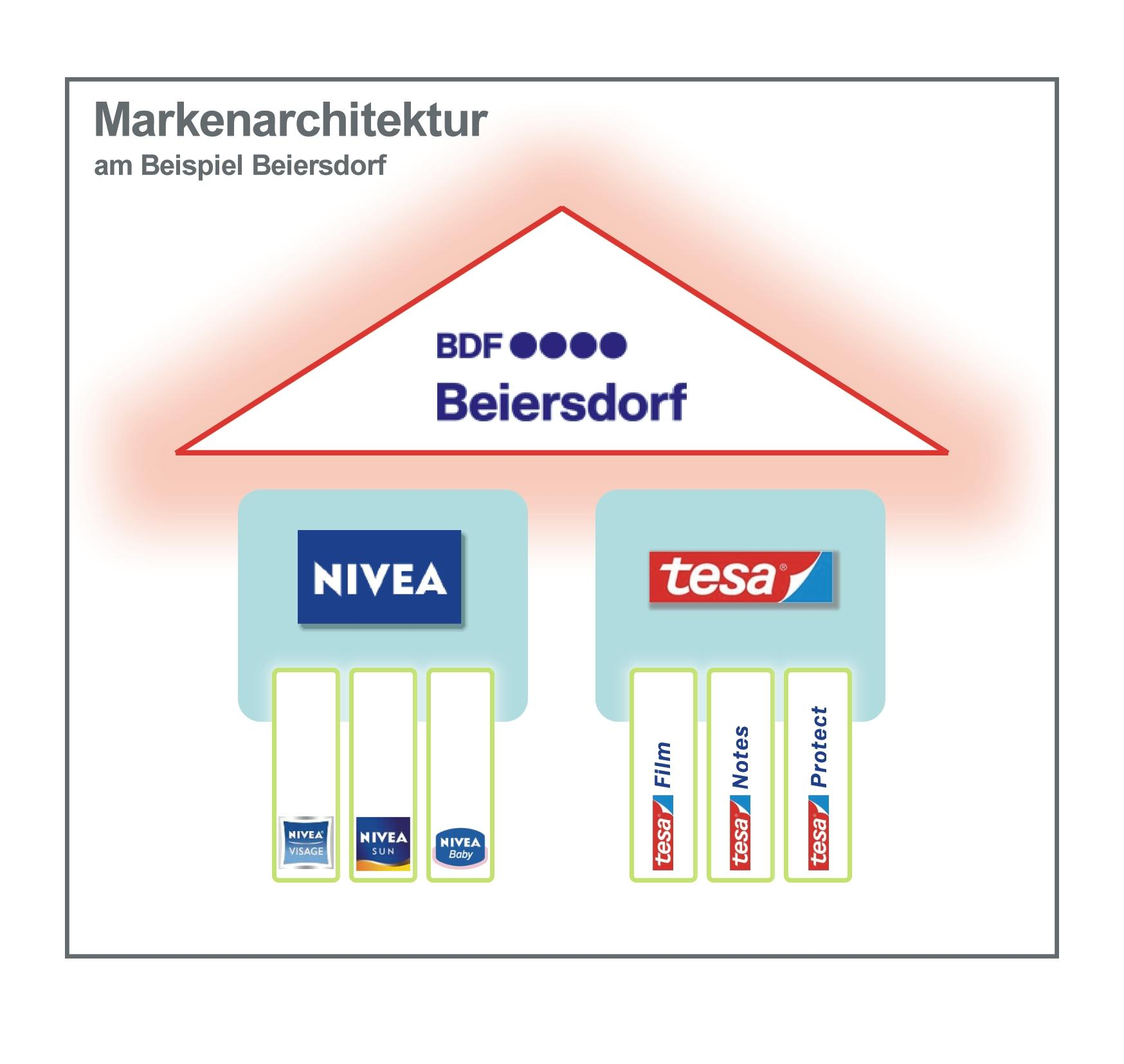
Die Dachmarke Beiersdorf mit den Familienmarken Nivea und tesa sowie je drei zugehörige Produktgruppen

Produktgruppen können produktionstechnisch oder nachfragebedingt zustande kommen. Produktionstechnisch entsteht beispielsweise während der Kuppelproduktion neben dem Hauptprodukt zwangsläufig und gleichzeitig mindestens ein Nebenprodukt; beide bilden eine Produktgruppe. Nachfragebedingt entstehen Produktgruppen, wenn Kunden mehrere, nicht miteinander verwandte Produkte desselben Unternehmens gleichzeitig erwerben oder erwerben müssen (Kopplungsvertrag). Auch Produkte einer Serie (etwa Kosmetika einer KosmetikSerie) werden Produktgruppen genannt.
Familienmarken sind die einheitliche Bezeichnung für eine Produktgruppe. Unter einer Dachmarke ist mindestens eine Produktgruppe zusammengefasst.
Im Bankwesen sind beispielsweise Derivate eine Produktgruppe, zu der Swaps und Optionen gehören. Diese wiederum bilden jeweils eine eigene Produktgruppe (siehe Finanzprodukt#Arten).
Ein anschauliches Beispiel bietet die Urproduktion, deren Teilsektoren nach Produktgruppen und Produkten gegliedert werden können:
| Teilsektor      | Produktgruppen                                      | Produkte |
| --------------- | --------------------------------------------------- | --- |
| Bergbau         | Bodenschätze Primärenergieträger Metalle Mineralien | Edelmetalle, Edelsteine Braunkohle, Erdgas, Erdöl, Steinkohle, Uran Aluminium, Eisen usw. Carbonate, Nitrate usw. |
| Fischerei       | Flussfische Seefische                               | Speisefische, Schalentiere                                                                                        |
| Forstwirtschaft | Nutzholz                                            | Bauholz, Schnittholz, Laubholz, Nadelholz                                                                         |
| Landwirtschaft  | Agrarprodukte Agrarrohstoffe                        | Feldfrüchte, Gemüse, Obst, Salate Baumwolle, Getreide, Kautschuk usw.                                             |

Agrarprodukte sind eine Produktgruppe, Gemüse wiederum kann ebenfalls als Produktgruppe angesehen werden, zu der unter anderem Brokkoli, Spinat oder Wirsing als konkrete Produkte gehören. Weintrauben sind Agrarprodukte, bei der Weinherstellung gelten sie als Agrarrohstoffe.

## Volkswirtschaftslehre
Substitutionsgüter bilden in der Volkswirtschaftslehre eine Produktgruppe, weil sie von Nachfragern als untereinander austauschbar angesehen werden. Beispielsweise sind Automarken mit ähnlichen technischen Daten, verschiedene Brotsorten, aber auch Butter oder Margarine Substitutionsgüter, bei denen die Substitutionselastizität eine Rolle spielt. Diese Produktgruppen sind unter anderem von Bedeutung in der Theorie der Substitutionslücke, wo die Feinseifen Palmolive, „Lux“ und „8 x 4“ als Produktgruppe untersucht wurden.

## Produktgruppen in der öffentlichen Haushaltsplanung
In der öffentlichen Haushalts- und Finanzwirtschaft wird einzelnen Produktgruppen im Haushaltsplan in der Regel ein eigener Teilhaushalt zugeordnet. Beispiele für Produktgruppen sind hier: Brandschutz, Soziale Einrichtungen, Förderung des Sports.
Neben frei bestimmbaren Produktgruppen gibt es Rechtsnormen, die für bestimmte Zusammenhänge eigene Produktgruppen definieren, wie beispielsweise im Hilfsmittelverzeichnis der gesetzlichen Krankenversicherung nach § 139 (SGB V) oder im Rahmen der CE-Kennzeichnung.

## Sonstiges
Als Produktgruppe wird zuweilen auch die Menge identischer Produkte innerhalb eines Auftrags, Loses oder einer Serie verstanden.